# Crematogaster stethogompha
Crematogaster stethogompha är en myrart som beskrevs av Wheeler 1919. Crematogaster stethogompha ingår i släktet Crematogaster och familjen myror.

## Underarter
Arten delas in i följande underarter:
- C. s. detritinodis
- C. s. stethogompha